# Pleurote de l’olivier
Omphalotus olearius
Espèce
Synonymes
- Agaricus olearius DC.[2]
- Clitocybe olearia (DC.) Maire[2]
- Pleurotus olearius (DC.) Gill.[2]

Le Pleurote de l'olivier, Omphalotus olearius, est une espèce de champignons basidiomycètes de la famille des Omphalotaceae.
Ce champignon a été classé successivement dans différentes familles et genres et désigné sous les appellations de Flammula phosphorea ou Pleurotus olearius. Il a finalement été classé dans la famille des Omphalotaceae.

## Description
- Chapeau de 6-10-(14) cm, convexe puis étalé, à la fin déprimé et souvent même en large entonnoir (méritant bien son nom de genre, composé de deux mots grecs: omphalos « nombril » + ous, ôtos « oreille ») ; marge mince, enroulée, se fendant par temps sec. Cuticule séparable, épaisse, finement rayée et gercée, jaune orangé vif à rouge cuivre ou brun mordoré. Elle réagit en vert à l'ammoniaque.
- Lames serrées, inégales, minces, très décurrentes, fissiles, jaune orangé plus clair, plus safranées que le chapeau, souvent bioluminescentes.
- Pied de 8 à 16 cm, généralement excentré, évasé sous les lames, atténué en bas, plein, fibreux, ferme et tenace, fibrilleux sur toute sa longueur, mêmes couleurs que le chapeau, mais envahi de brun rouge à partir de la base.
- Chair mince, sauf au centre, ferme, jaune safran clair, plus orangée dans le pied, astringente.

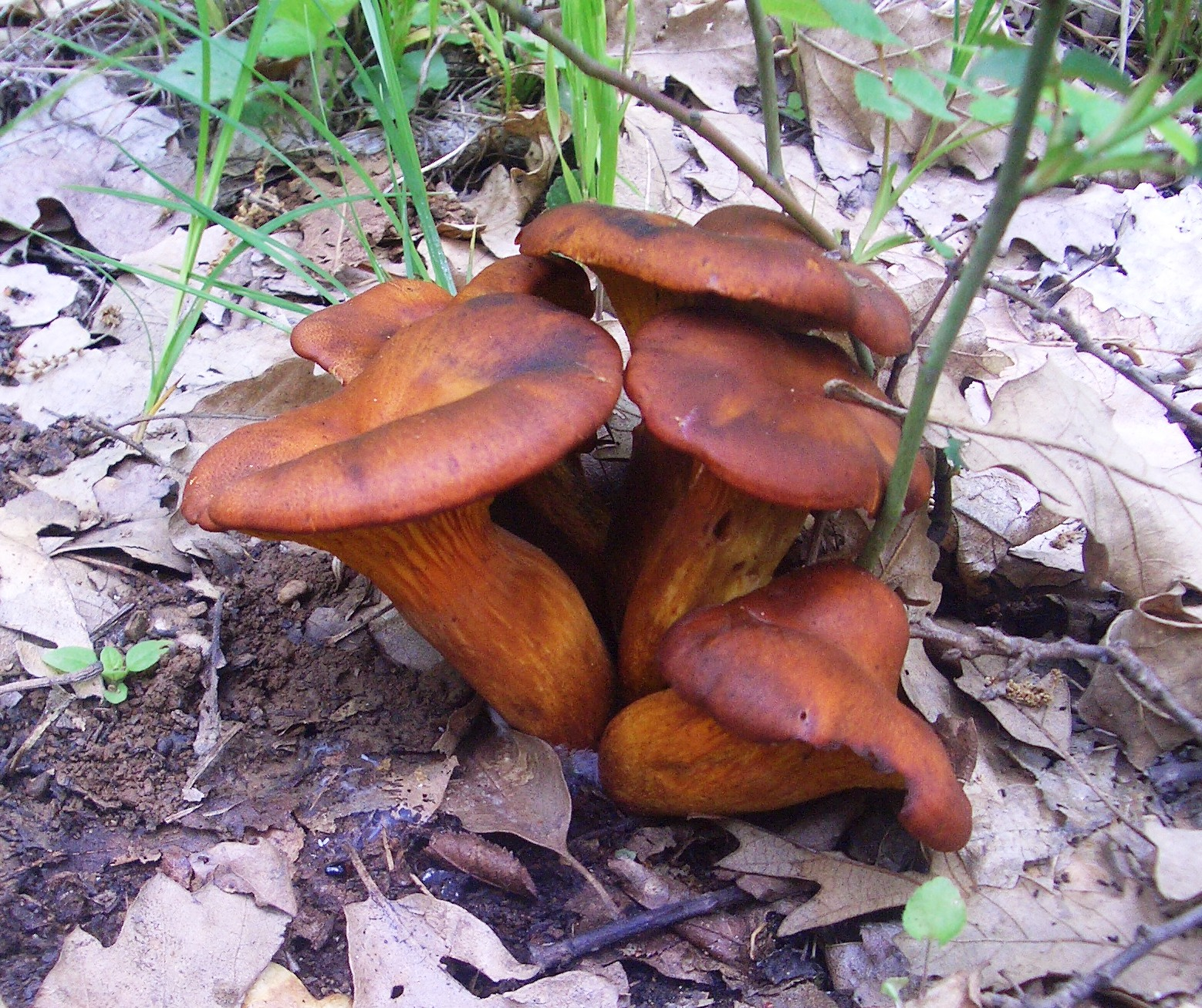
Spécimens photographiés en Serbie

- Odeur assez forte, oléagineuse.

## Habitat

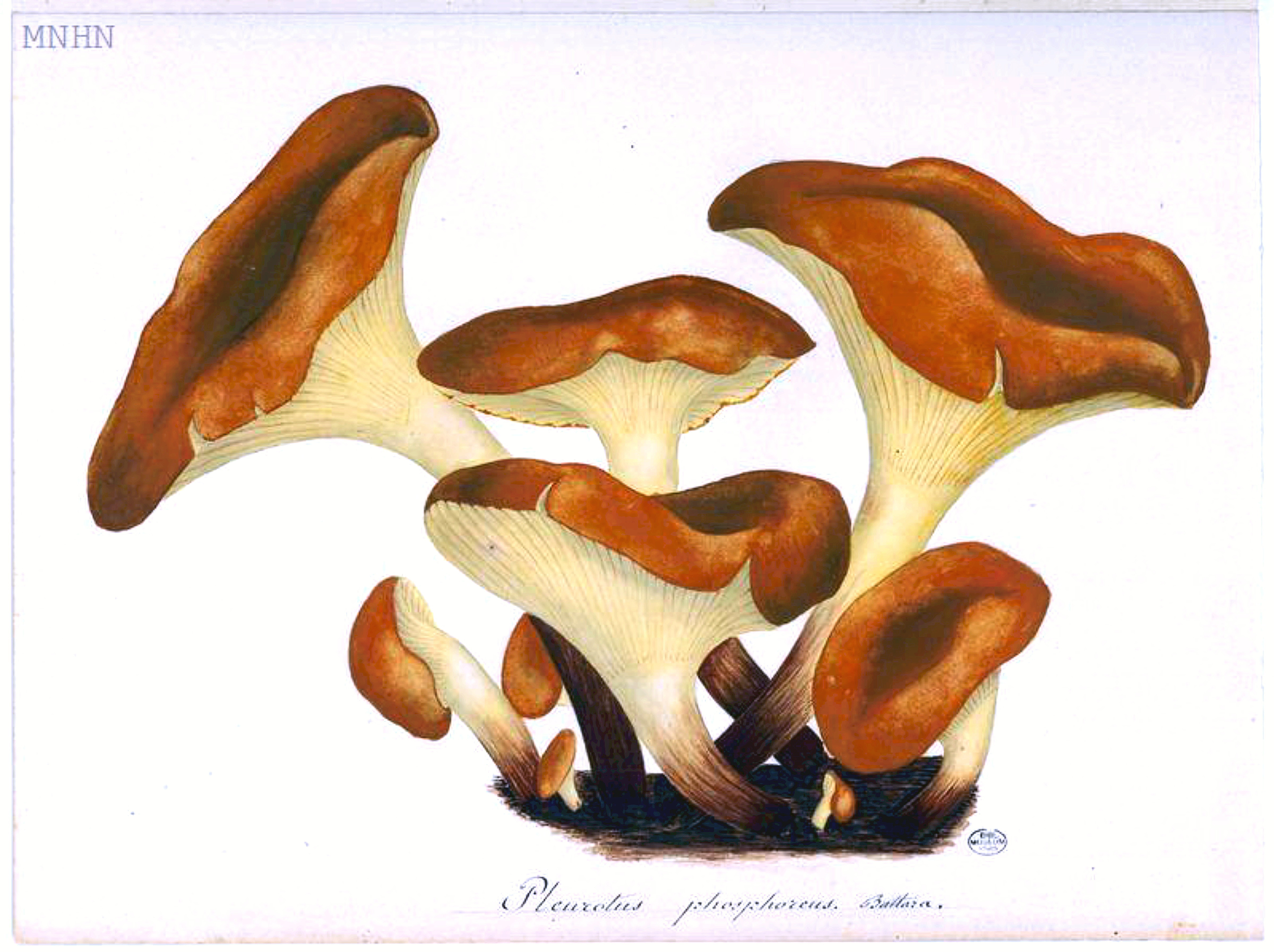
Le port des exemplaires représentés dans cette aquarelle de Jean-Henri Fabre évoque des clitocybes plutôt que des pleurotes, mais l'aspect un peu ambigu de cette espèce l'a fait autrefois classer tantôt dans l'un tantôt dans l'autre genre et il en a gardé les noms français.

Contrairement à ce qu'indique son nom, le clitocybe de l'olivier vient à même le sol, en touffes sur les racines ou à la base des troncs de divers feuillus, sur les souches de chênes, chênes verts, chênes-lièges, châtaigniers et bien sûr l'olivier. Plutôt méridional, il abonde dès le printemps dans le maquis de l'île de Port-Cros, et jusqu'en hiver. Plus rare au nord de la Loire, sans toutefois être exceptionnel. En Suisse, il s'agit d'une espèce très rare, connue uniquement de pied d'oliviers plantés. Généralement en touffes, rarement isolé, plutôt au ras du sol, à la base des souches ou en liaison avec des racines mortes, où ses chapeaux jaune safran à orangé roussâtre, lumineux, le font facilement remarquer. 
Plus au nord, il pousse le plus souvent au pied et sur les souches et troncs des chênes et des châtaigniers vivants, au voisinage immédiat de ceux-ci, appréciant également d'autres feuillus, plus rarement dans les anciennes chênaies transformées en herbus. Dans ces régions, il s'agit souvent d'une espèce voisine : Omphalotus illudens. Cette espèce aux couleurs plus vives que celle du Midi, ressemble encore plus à la girolle, ce qui lui a valu son ancien nom de illudens (trompeur). Pousse également en quantité en Europe Centrale.

## Toxicité et confusions possibles
Outre les autres Omphalotus, le Pleurote de l'olivier (surtout jeune) peut être confondu par les novices avec la Girolle (Cantharellus cibarius) et avec la Fausse girolle (Hygrophoropsis aurantiaca) à cause de sa couleur orangée. Cantharellus cibarius s'en distingue aisément par ses lames épaisses, sinueuses, espacées, souvent reliées entre elles (car ce ne sont pas de vraies lames mais de simples plis), alors que celles du clitocybe de l'olivier sont fines et serrées.
Les autres différences sont l'habitat, la couleur plus cuivrée, la marge enroulée et la poussée en touffes, similaire à celle des vrais Pleurotes.
Le clitocybe de l'olivier étant un champignon gravement toxique capable de provoquer des nausées et de violentes diarrhées, les amateurs de Clitocybe inversé, comestible à chair un peu acidulée, très prisée en cédraie provençale (au point de lui avoir décerné les noms de "chanterelle des cèdres" et de "rousse des cèdres") doivent s'en méfier doublement à cause du risque de confusion avec le redoutable Clitocybe amoenolens. Certains ont encore confondu le pleurote de l'olivier avec le rare Haasiella venustissima.

## Bioluminescence

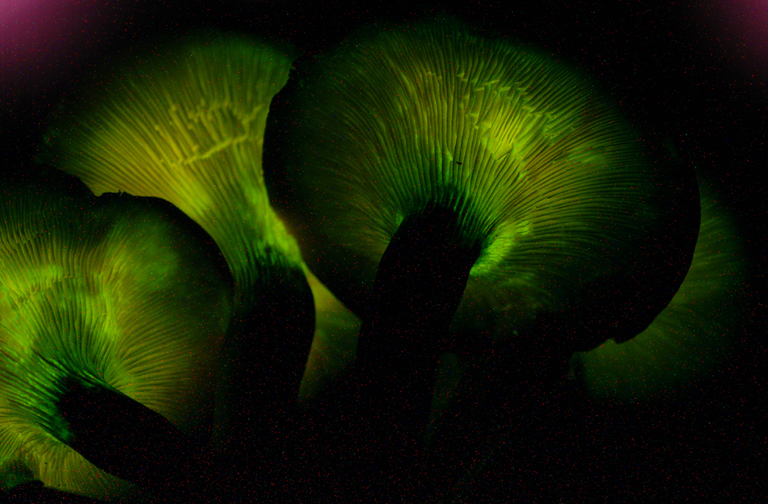
Pleurote de l'olivier bioluminescente dans l'obscurité.

Le Pleurote de l'olivier présente une bioluminescence, de couleur verte, au niveau des lames et du mycélium.

## Espèces voisines
- Omphalotus illudens
- Omphalotus japonicus
- Omphalotus mexicanus
- Omphalotus nidiformis
- Omphalotus olivascens
- Omphalotus subilludens

## Galerie

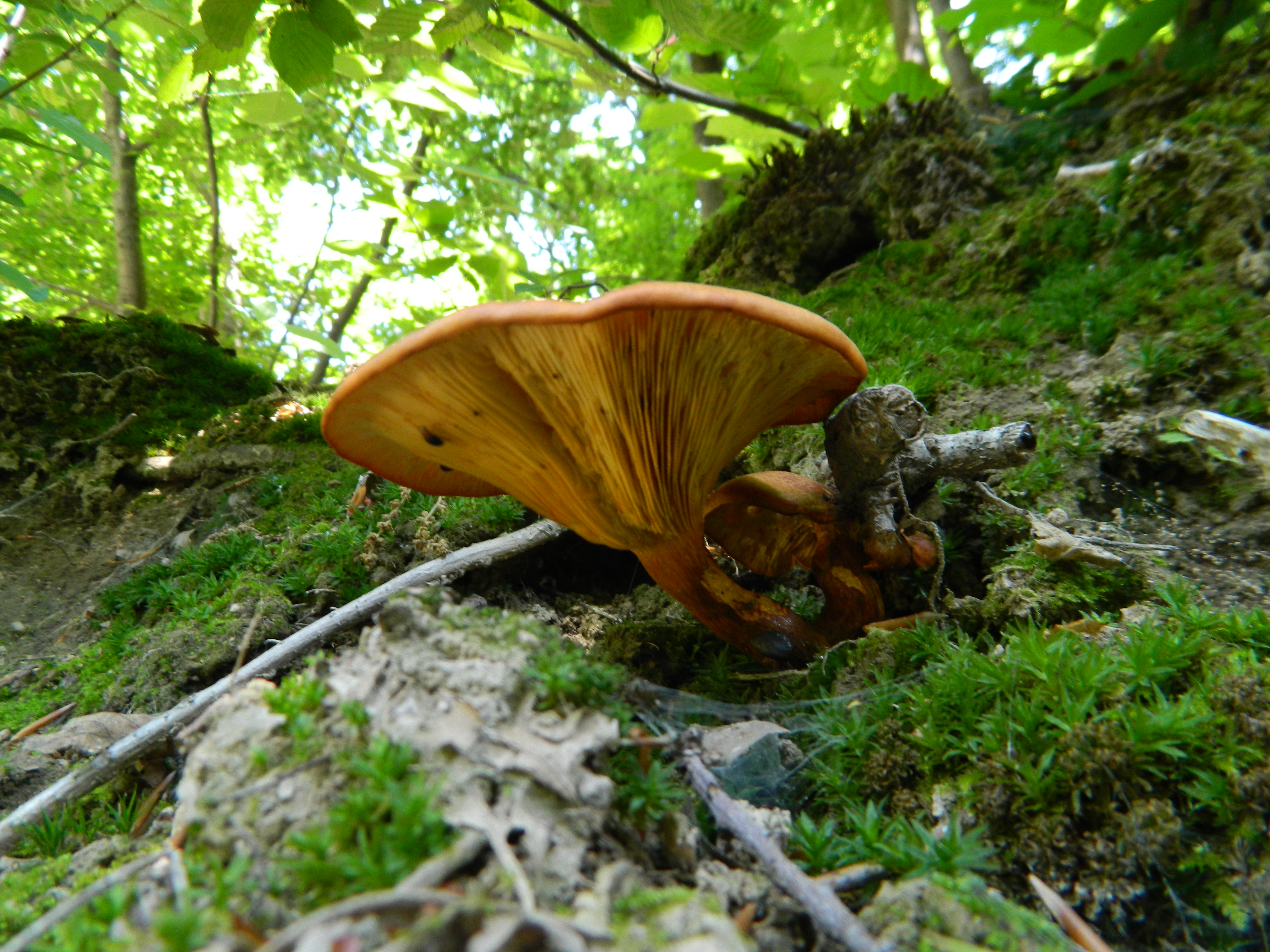
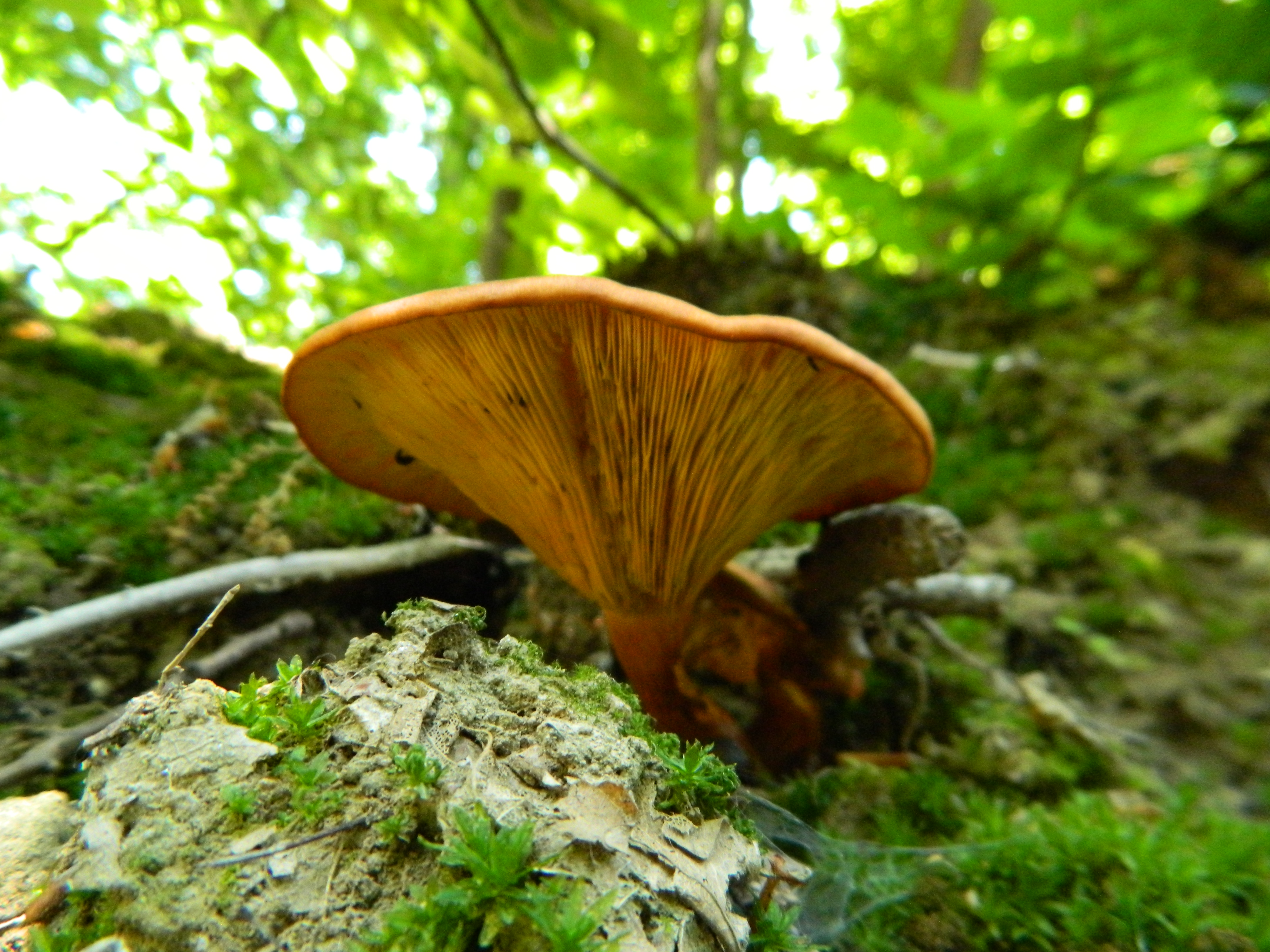
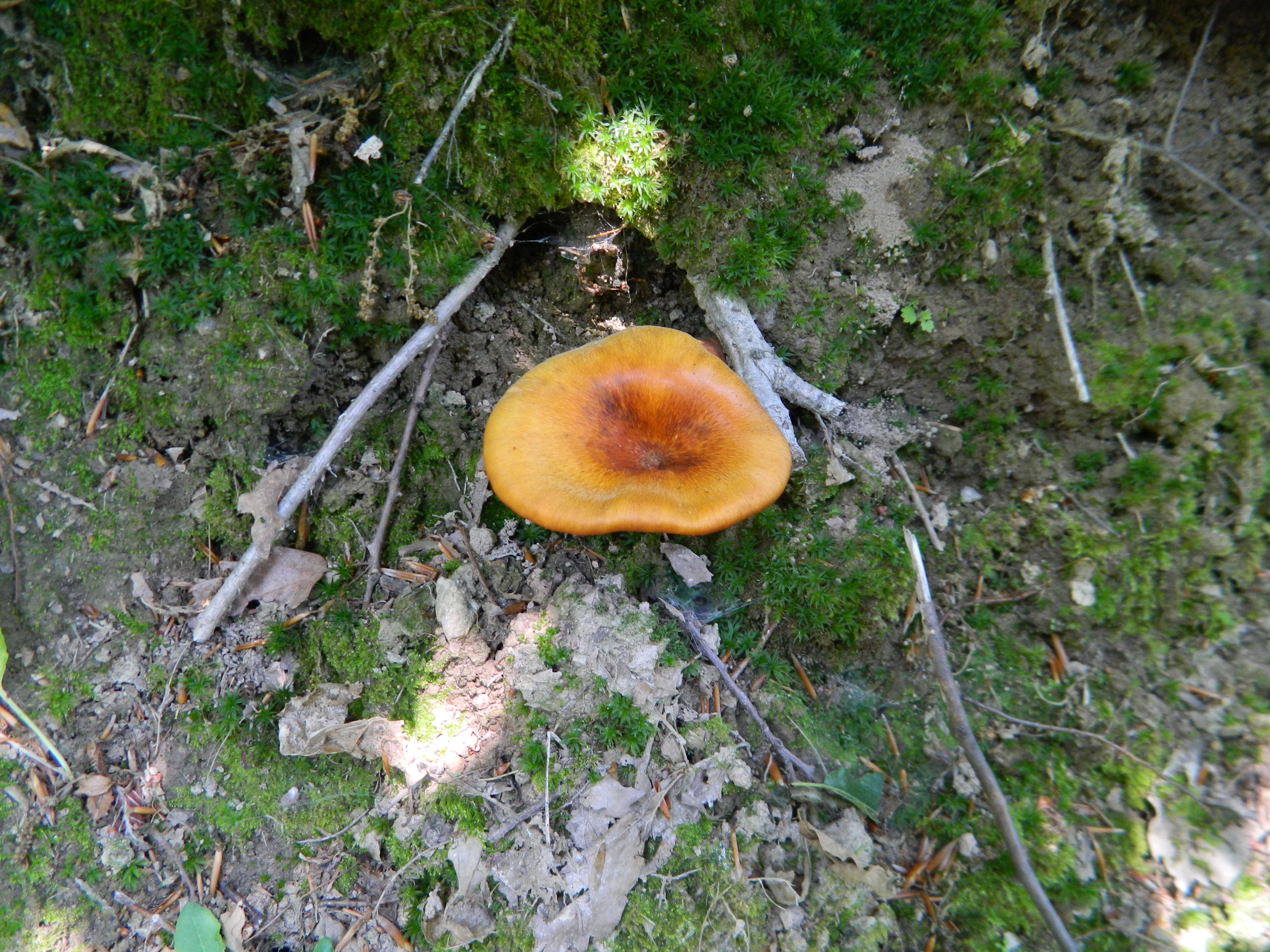
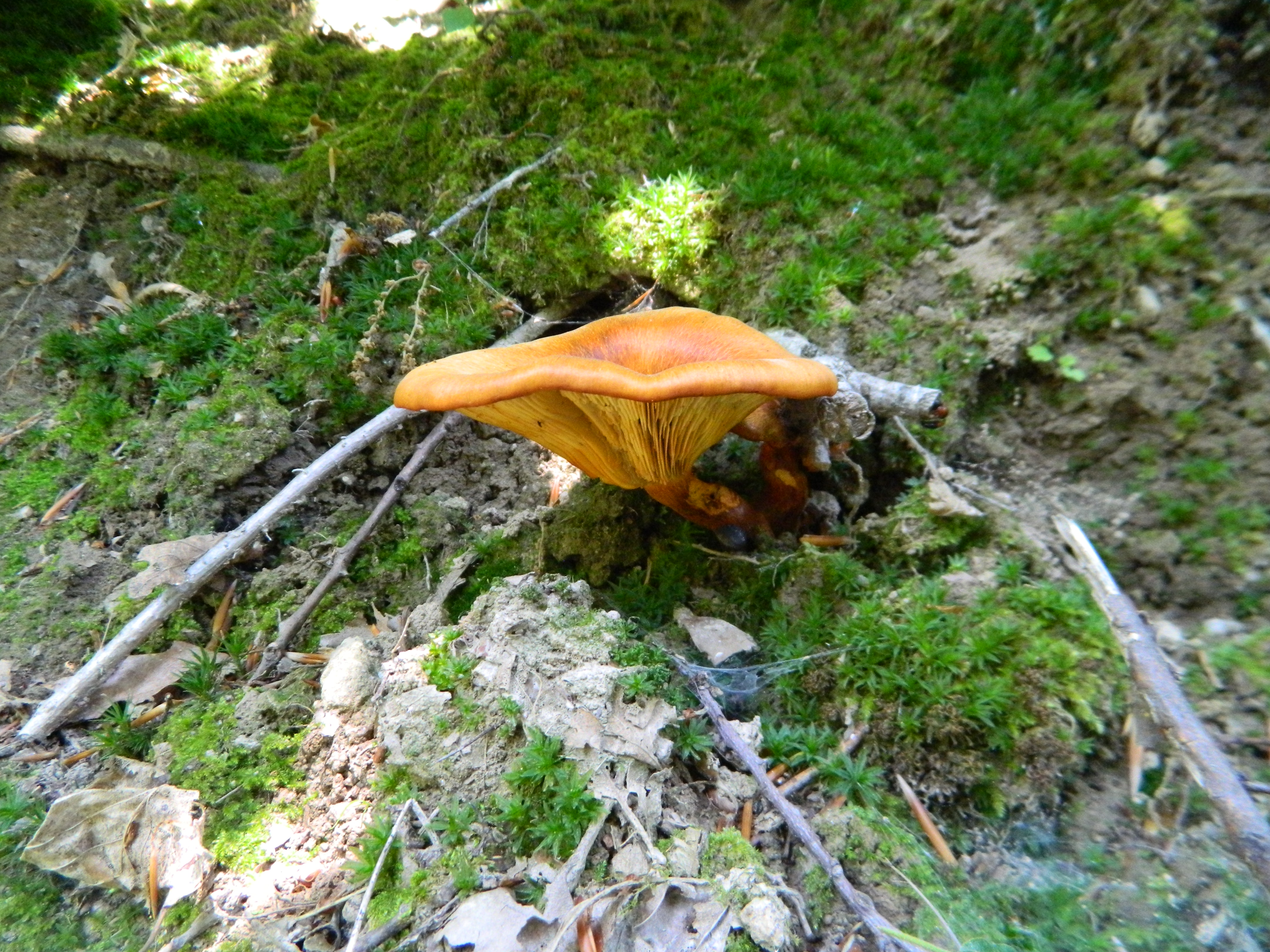
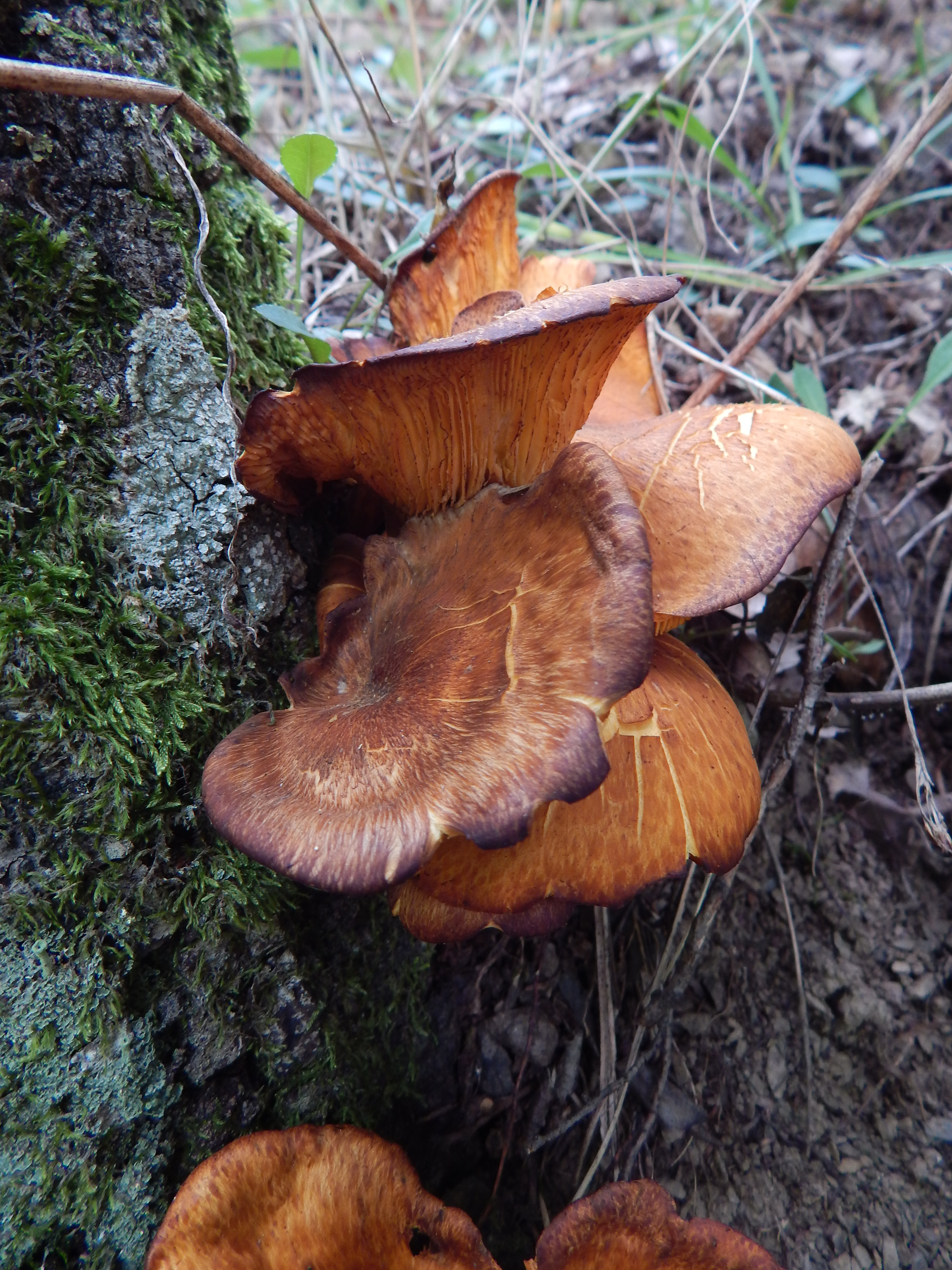
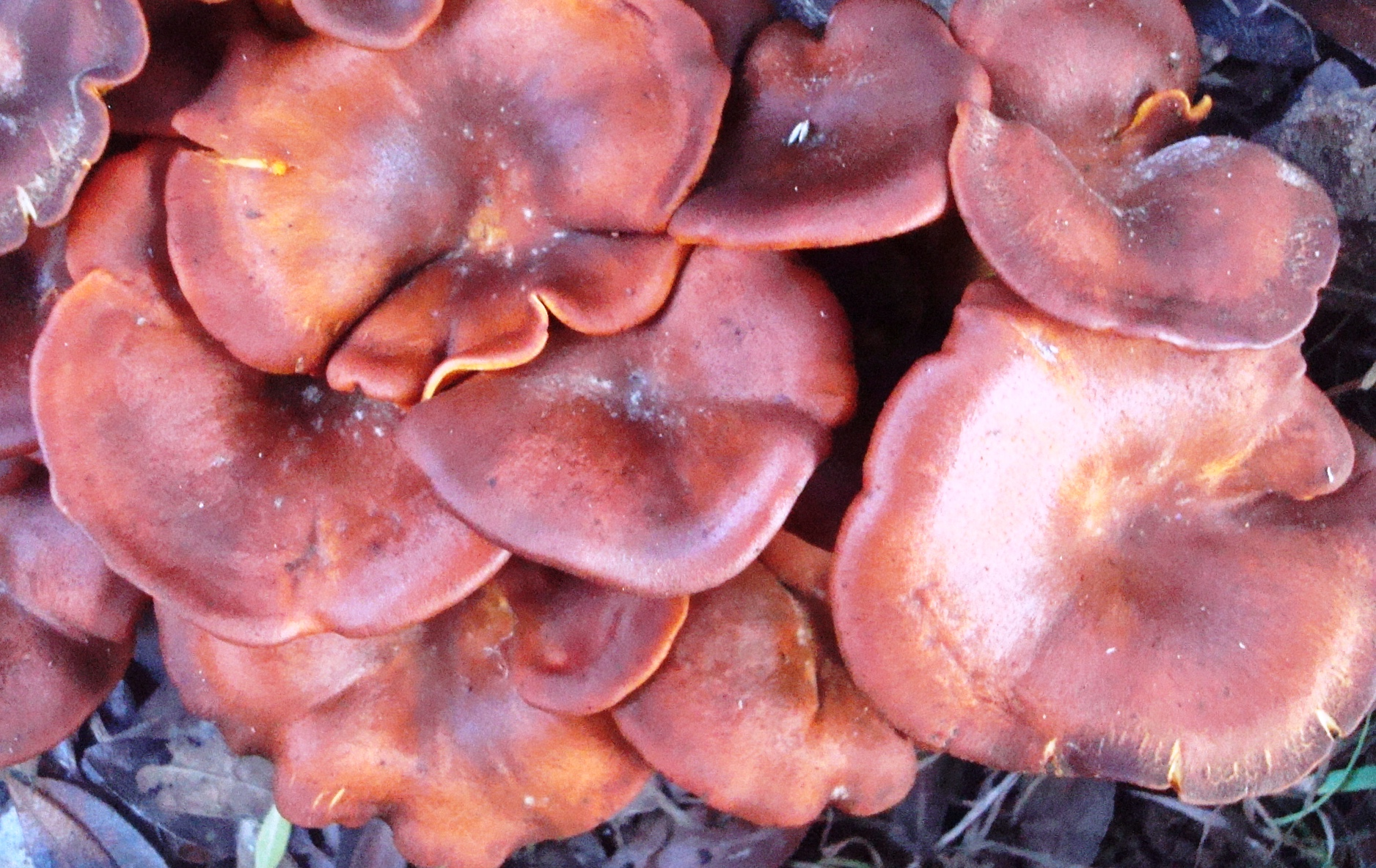
Grappe de champignons Pleurote de l'olivier.
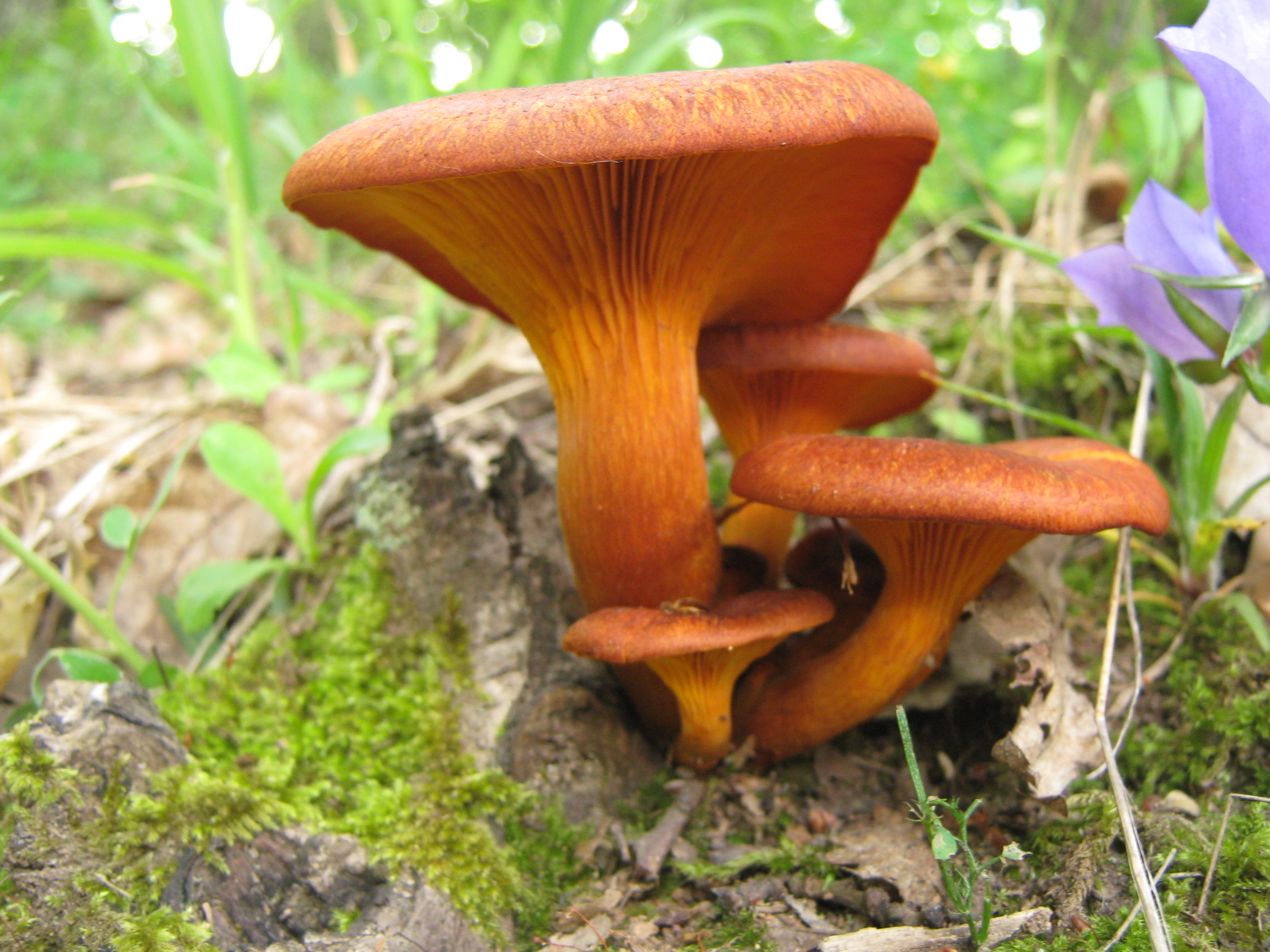
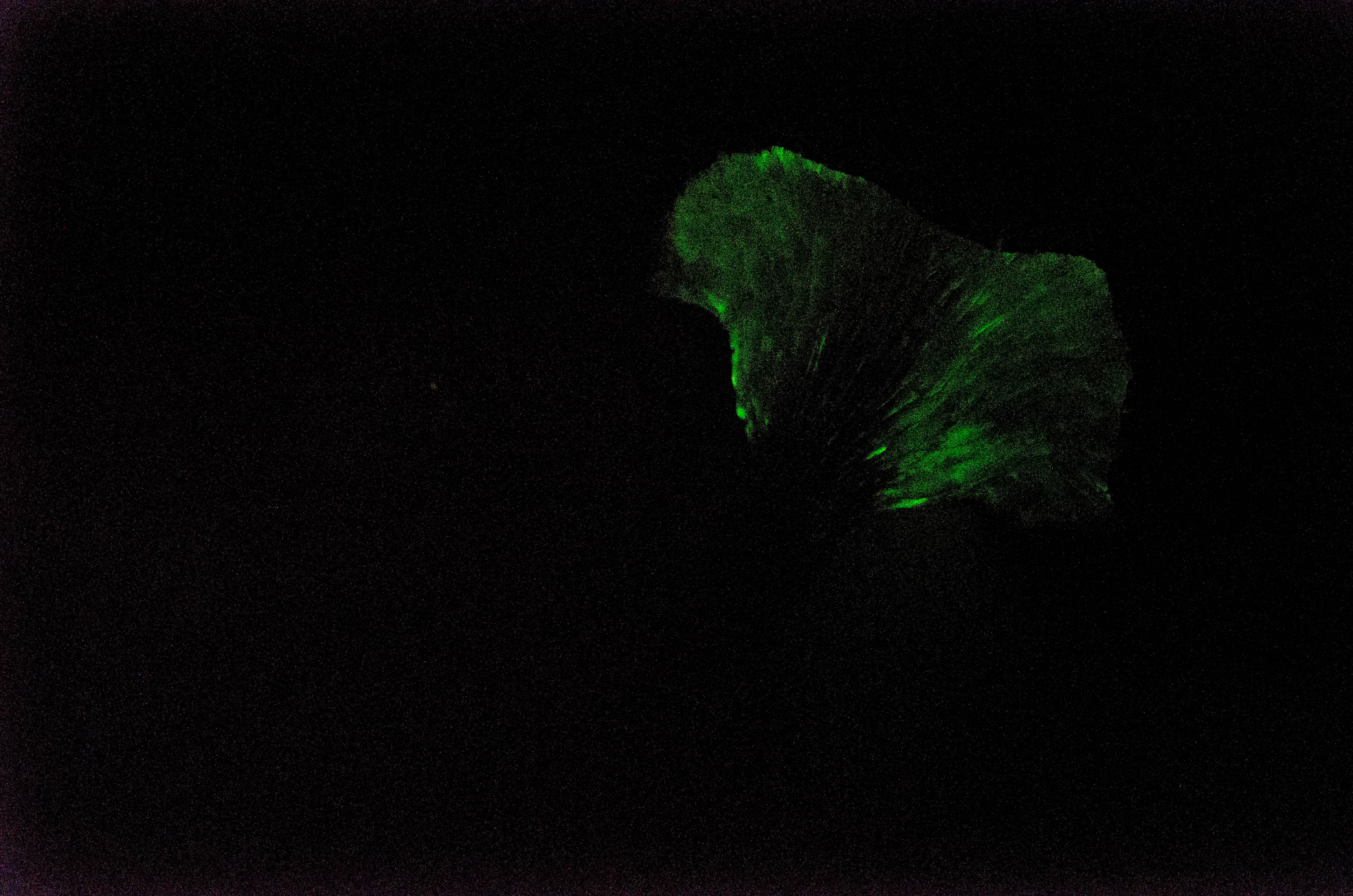
Lamelles bioluminescentes
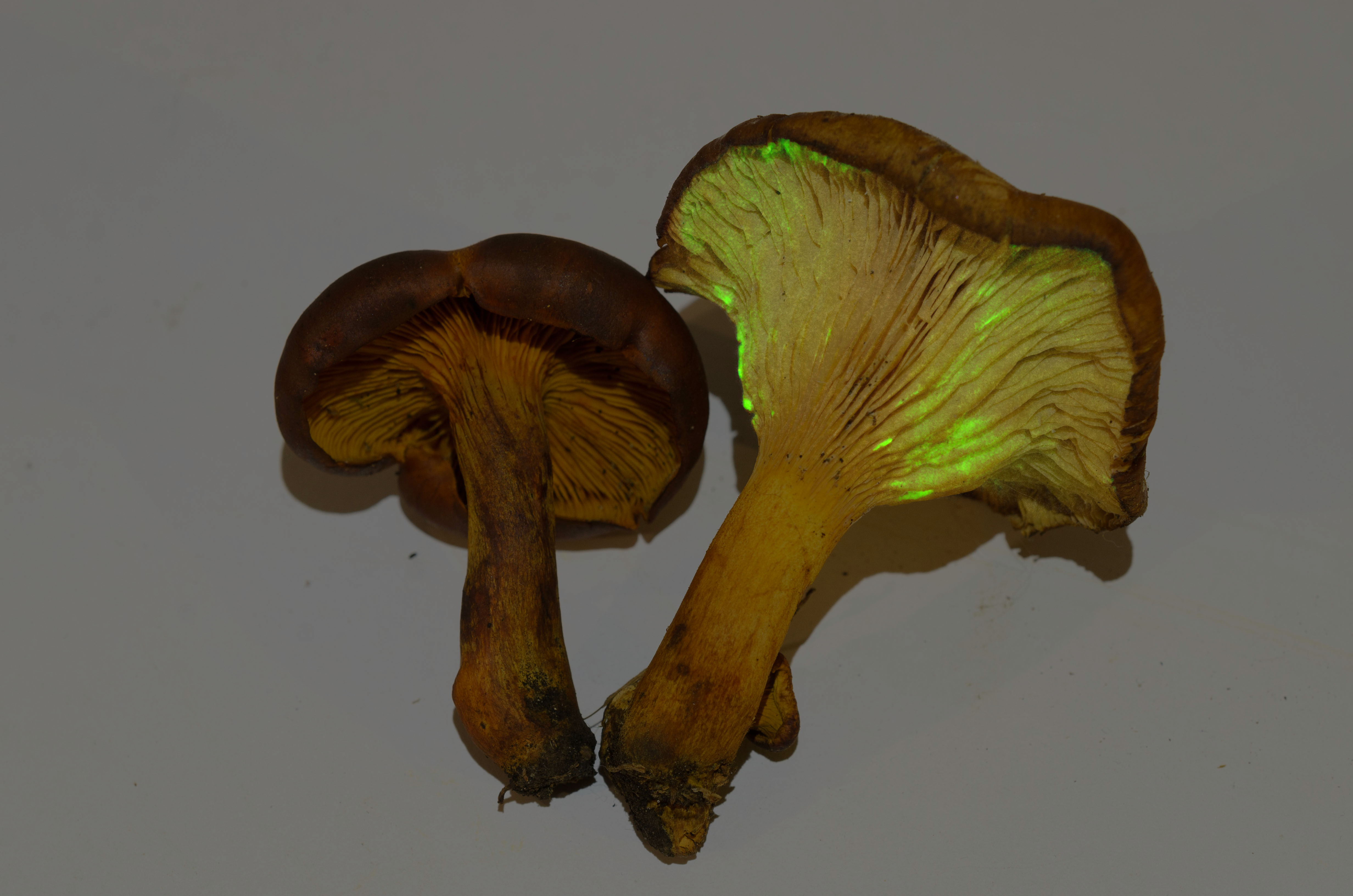
Bioluminescence

## Liste des variétés
Selon BioLib (20 mai 2018) :
- variété Omphalotus olearius var. illudens (Schwein.) A. Ortega & Esteve-Rav.
- variété Omphalotus olearius var. olearius (DC.) Singer